# Huarte/Uharte
Huarte/Uharte är en kommun i Spanien.   Den ligger i provinsen Provincia de Navarra och regionen Navarra, i den nordöstra delen av landet, 300 km nordost om huvudstaden Madrid. Antalet invånare är 6 543. Arean är 3,8 kvadratkilometer.
Terrängen i Huarte/Uharte är platt.